# 1848年逝世人物列表
下面是1848年逝世的知名人士列表。
1848年逝世人物列表：1月 - 2月 - 3月 - 4月 - 5月 - 6月 - 7月 - 8月 - 9月 - 10月 - 11月 - 12月

## 1月

### 9日
- 卡羅琳·赫歇爾，德國天文學家

### 17日
- 彼得羅貝·馬夫羅米查利斯，希臘總理

### 19日
- 以撒·德·以色列，英國作家

### 20日
- 克里斯蒂安八世，丹麥國王

## 2月

### 15日
- 赫爾曼·馮·博延，普魯士陸軍元帥

### 22日
- Wilhelmine Reichard，德國第一位女性熱氣球運動員

### 23日
- 约翰·昆西·亚当斯，美國第6任總統，約翰·亞當斯和阿比蓋爾·亞當斯的兒子

## 3月

### 29日
- 約翰·雅各布·阿斯特，美國商人

## 4月

### 8日
- 加埃塔諾·多尼采蒂，義大利作曲家

## 5月

### 24日
- 安妮特·馮·德羅斯特-許爾肖夫，德國作家

## 6月

### 23日
- 奧地利埃斯特大公夫人瑪麗亞·利奧波汀

### 27日
- 鄧尼斯·奧古斯特·阿弗爾，巴黎大主教

## 7月

### 4日
- 弗朗索瓦-勒内·德·夏多布里昂，法國作家、外交官

### 9日
- 海梅·巴爾梅斯，西班牙哲學家、神學家

### 10日
- 卡羅琳·賈格曼，德國演員

### 20日
- 弗朗西斯·舒克，美國政治家

## 8月

### 3日
- 愛德華·貝恩斯，英國報人、政治家

### 5日
- 佩德罗·贝莱斯，墨西哥政治家

### 7日
- 永斯·贝采利乌斯，瑞典化學家

### 8日
- 普蘭·阿普，斯里蘭卡英雄，領導馬塔萊反抗英國的叛亂

### 9日
- 弗雷德里克·馬里亞特，英國小說家

### 12日
- 喬治·斯蒂芬森（George Stephenson），英國機車先驅（1號機車和火箭）

### 14日
- 莎拉·富勒·弗勞爾·亞當斯，英國讚美詩作家

### 30日
- 西蒙·威拉德，美國著名鐘錶學家

## 9月

### 24日
- 布蘭威爾·勃朗特，英國畫家、詩人，小說家夏洛特、艾米麗和安妮的兄弟

## 10月

### 28日
- 哈裡森·格雷·奧蒂斯，美國政治家

## 11月

### 8日
- 莫斯利·貝克，美國政治家

### 9日
- 罗伯特·布卢姆，德國政治家

### 10日
- 埃及的易卜拉欣帕夏，軍事領袖

### 23日
- 第一代从男爵约翰·巴罗爵士，英國政治家

### 24日
- 第二代墨爾本子爵威廉·蘭姆，英國首相

## 12月

### 1日
- 曲亭馬琴，日本作家

### 18日
- 伯恩哈德·波爾查諾，波希米亞數學家、邏輯學家、哲學家和神學家

### 19日
- 艾米莉·勃朗特，英國作家[1]